# Spatholobus uniauritus
Spatholobus uniauritus är en ärtväxtart som beskrevs av Wei. Spatholobus uniauritus ingår i släktet Spatholobus och familjen ärtväxter. Inga underarter finns listade i Catalogue of Life.